# Möllendorff (Adelsgeschlecht, Spitzenwappen)

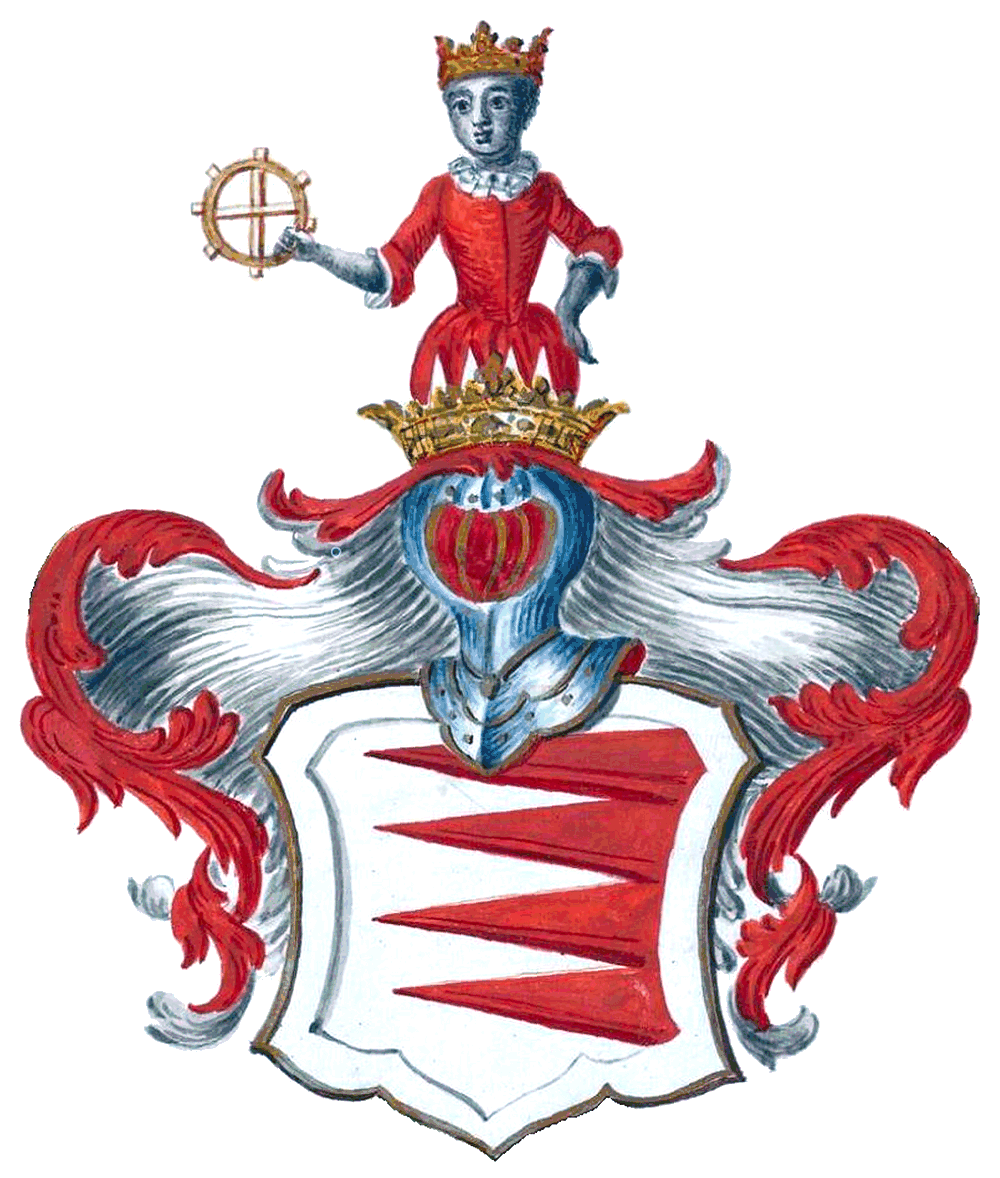
Wappen derer von Möllendorff (Spitzenwappen)

Möllendorff (auch Moellendorff, Mollensdorf  oder Möllendorf) ist der Name eines alten ausgestorbenen Adelsgeschlechtes aus der Altmark. 
Ein weiteres Adelsgeschlecht von Möllendorff (Leuchterwappen) hat das gleiche Stammhaus bei Osterburg, jedoch ein anderes Wappen. Wegen der Namensgleichheit ist eine sichere Zuordnung der älteren Namensträger schwierig.

## Geschichte
Als Stammhaus der Familie wird Möllendorf bei Osterburg genannt. Die Stammreihe beginnt Anfang des 14. Jahrhunderts mit Nikolaus von Möllendorf, der 1332 auf Möllendorf, 1378 auf Schönfeld bei Jerichow und 1380 auf Wudicke und 1403 auf Hohen Göhren saß.
Die Hauptgüter waren ab dem 14. Jahrhundert Hohengöhren und Wudicke. Später kamen unter anderem Schönfeld, Isterbies, Dammendorf im Saalekreis und Reinsdorf bei Merseburg hinzu. Zum Ende des 19. Jahrhunderts sind die letzten Linien der Familie erloschen. Allerdings bestand sie darüber hinaus im Mannesstamm in den Nachfahren des Christoph Friedrich von Mihlendorff Freiherr von Manteuffel fort, der von Ernst Christoph von Manteuffel adoptiert worden war. Zu dieser Familie gehörten unter anderen die Militärs Kurt und Edwin von Manteuffel sowie der Politiker Otto von Manteuffel.

## Wappen
Der Wappenschild zeigt in Silber vier rote waagerechte Spitzen. Auf dem Helm eine (gekrönte) wachsende Frau in einem von Rot und Silber und Silber und Rot spitzenweise quergeteilten Kleid, die in dem ausgestreckten rechten Arm ein schwarzes Mühlrad hält. Die Decken sind rot und silbern.
Es besteht eine Wappenverwandtschaft zu den ebenfalls altmärkischen Familien von Beust, von Königsmarck und von Rohr.

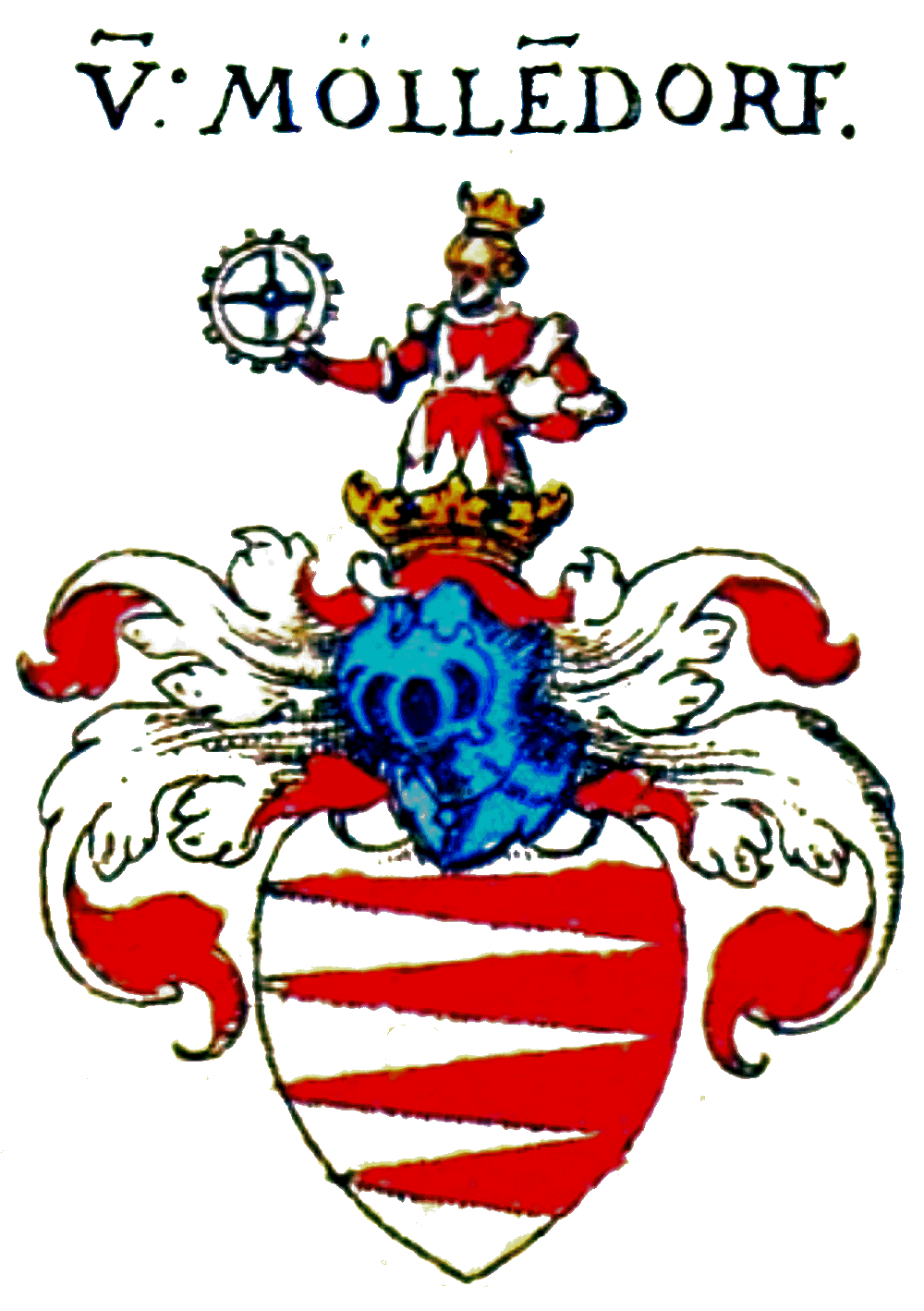
Wappen derer von Möllendorff (Spitzenwappen)
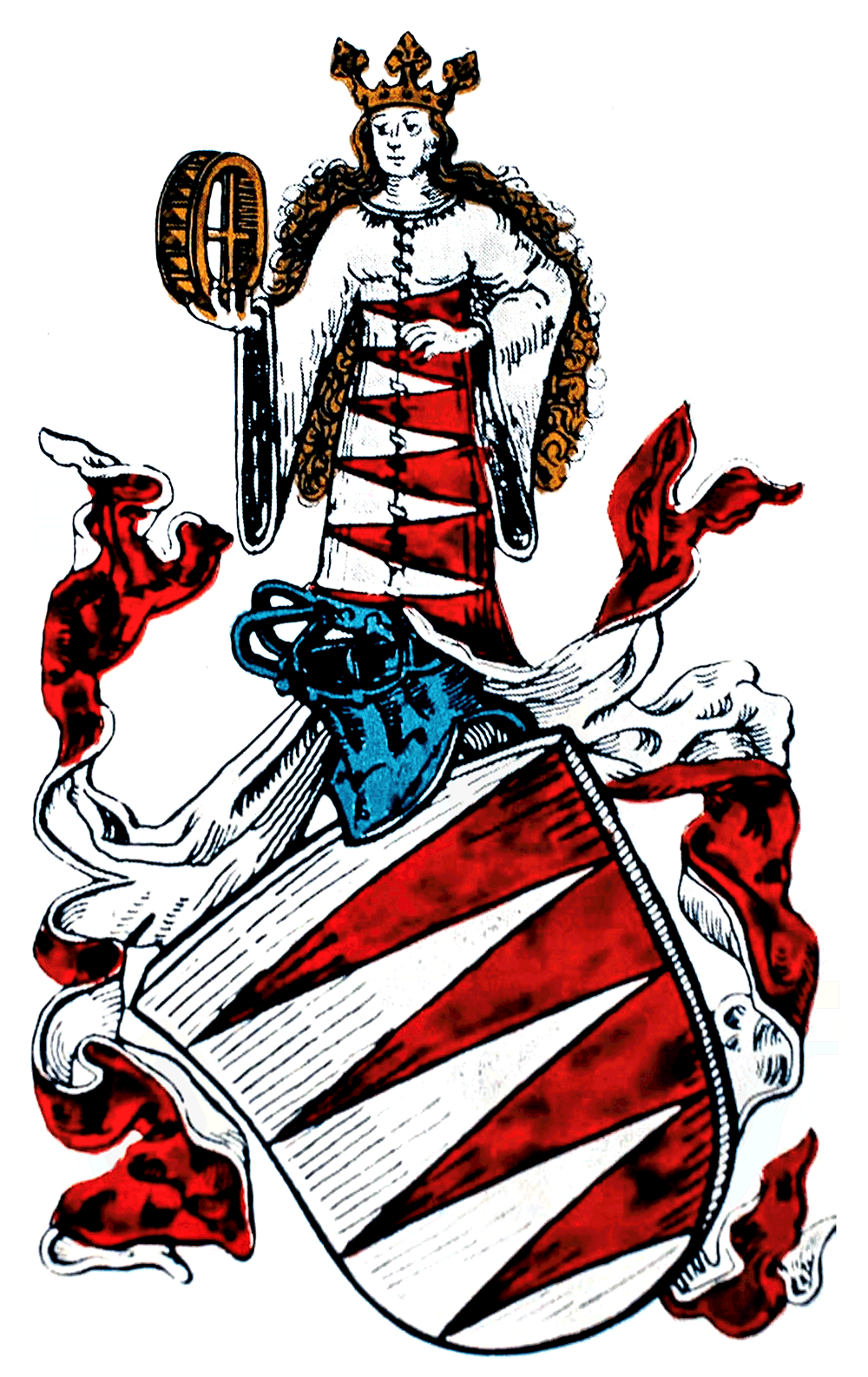
Wappen derer von Mollensdorf bei Rudolf Stein

## Bekannte Familienmitglieder
- Christoph von Möllendorff (1519–1575), erster evangelischer Domdechant zu Magdeburg
- Friedrich Christoph von Möllendorff (1680–1747), preußischer Generalleutnant
- Wolf Friedrich von Möllendorff (1682–1737), königlich-polnischer & kurfürstlich-sächsischer Kammerherr
- Heinrich Christoph von Möllendorff (1685–1710),  Anhalt-Bernburgischer Stallmeister
- Johann Adolf von Möllendorff (1690–1758), preußischer Generalleutnant der Kavallerie
- Christoph Friedrich von Mihlendorff (1727–1803), kursächsischer Major & Begründer der sächsisch-niederlausitzer Linie derer von Manteuffel
- Johann Carl von Möllendorff (1791–1860), preußischer General der Infanterie
- Friedrich von Möllendorff (1831–1905), preußischer Generalleutnant